# Nächstebreck-West
Das Wuppertaler Wohnquartier Nächstebreck-West ist eines von fünf Quartieren des Stadtbezirks Oberbarmen.  Historisch gehörte das Gebiet zu der ehemaligen Landgemeinde Nächstebreck.

## Geographie
Das 3,24 km² große Wohnquartier liegt im Nordosten Wuppertals und wird im Osten vom Wohnquartier  Nächstebreck-Ost begrenzt. Im Süden schließen sich die Wohnquartiere Wichlinghausen-Nord und das zum Stadtbezirk Barmen gehörende Wohnquartier Sedansberg an. Im Westen liegt das Wohnquartier Hatzfeld und im Norden grenzt das Wohnquartier an die Stadt Sprockhövel.
In Nächstebreck-West liegen die Ortsteile und Ortslagen Nächstebrecker Berg, Nächstebrecker Busch, Dahl, Haus Dahl, Eckerberg, Einern, Haarhausen, Haarhauserbruch, Heide, Horst, Junkersbeck, Lahmburg, Lehmkuhle, Mählersbeck, Ochsenkamp, Reppkotten, Rothenberg, Schaumlöffel, Schellenbeck, Schraberg, Schrubburg, Stahlsberg, Stahlsburg, Sternenberg, Weuste und Winkelstraße.
Eine Gemeinschaftsgrundschule ist am Haselrain.
Das Gebiet wird durch die Bundesautobahn 46, an der die Rastplätze Sternenberg-Nord und -Süd liegen, von Südwesten nach Nordosten durchquert.